# 芳香族置換基パターン
芳香族置換基パターン（ほうこうぞくちかんきパターン）は、有機化合物のIUPAC命名法の一部であり、芳香族炭化水素上の水素以外の置換基の相対的な位置を明確に示す。

## 2つの置換基の位置関係による命名（オルト-、メタ-、パラ-）
- オルト-（ortho-、o-、1，2-）は、隣接した位置に置換基が結合したパターンである（ギリシア語: ὀρθός、「直立」の意）。
- メタ-（meta-、m-、1，3-）は、炭素を一つ飛ばした位置に結合したパターンである（ギリシア語: μετά、「を超えた」の意）。
- パラ-（para-、p-、1，4-）は、二つの置換基が対面した位置に結合したパターンである（ギリシア語: παρά、「（上に）対する」の意）。
- ジェミナル-（gem-、1.1-）は、同じ炭素に結合したパターンである。

## 3つの置換基の位置関係による命名（ビシナル-、アシンメトリック-、シンメトリック-）
|                                                             |                                                                    |                                                                   |
| ピロガロール, 1,2,3-Trihydroxybenzol, vic.-Trihydroxybenzol | ヒドロキシキノール, 1,2,4-Trihydroxybenzol, asym.-Trihydroxybenzol | フロログルシノール, 1,3,5-Trihydroxybenzol, sym.-Trihydroxybenzol |

- ビシナル-（vic-、1,2,3-）は、3置換基が隣り合ったパターンである。
- アシンメトリック-（asym.-、1,2,4-）は、3置換基が非対称位置にあるパターンである。
- シンメトリック-（sym.-、1,3,5-）は、３置換基が120度の対称性の位置に結合したパターンである。

## その他の置換基の位置を示す命名法

ipso- 置換基
meso- 置換基
peri- 置換基（1，8-）
X(脱離基)がCine-置換基、Yがtele-置換基

- イプソ-（ipso-）
- メソ-（meso- ）
- ペリ-（peri- ）
- cine-置換基は、結合している炭素の隣の脱離基の事である[1]。
- tele-置換基は、新しく結合する置換基の事である。